# Антонович, Мирослав Иванович
Мирослав Иванович Антонович (1 марта 1917 — 11 апреля 2006) — украинский и нидерландский певец (баритон), хоровой дирижёр и музыковед. Доктор музыковедения. Заслуженный деятель искусств Украины (1997).

## Биография
Учился в Высшем музыкальном институте во Львове у Одарки Бандровской. В 1948 году переехал в Нидерланды. В 1951 году окончил музыковедческий факультет Утрехтского университета (класс Альберта Смийерса), в 1951—1982 годах — его профессор.
В 1951 году основал Византийский хор, руководителем которого был до 1991 года. Гастролировал по странах Европы и Америки, 16 октября 1959 года хор выступил перед Папой Римским Иоанном XXIII. В 1976 году по случаю 25-й годовщины коллектива Антонович написал книгу об истории хора. В 1990 году он провёл первые гастроли по УССР.
Репертуар Антоновича составляли украинская духовная музыка, произведения украинских композиторов, народные песни.
Мирослав Антонович умер 11 апреля 2006 года в районе Флете-де-Мирн (Утрехт).

## Награды
- Офицер ордена Оранских-Нассау (1976 год)[5]
- Кавалер ордена Святого Григория Великого (Ватикан)[6]
- Орден «За заслуги» III степени (15 августа 2001 года, Украина) — за весомый личный вклад в подъём международного авторитета Украины, укрепление сотрудничества и дружественных связей с исторической Родиной и по случаю 10-й годовщины независимости Украины[7]
- Заслуженный деятель искусств Украины (29 ноября 1997 года) — за весомый личный вклад в обогащение и популяризацию в мире украинской хоровой музыки, церковных и народных песен[8].

## Труды
- «Українські співаки на Московщині в XVII ст.» (1961, Париж)
- «Станіслав Людкевич — композитор, музиколог» (1980, Рим)
- «Станіслав Людкевич — композитор, музиколог» (1999, Львов)
- Antonowytsch, M. Die Motette Benedicta es von Josquin des Prez und die Messen super Benedicta von Willaert, Palestrina, de la Hêle und de Monte. Utrecht : Wed. J.R. van Rossum. 1951.
- Antonowycz, M. (ed.). Werken van Josquin des Prés / uitgeg. door A. Smĳers. Amsterdam : Alsbach. Afl. 45—55. (1921) 1957—1969.
- Antonowycz, M. The chants from Ukrainian Heirmologia. Bilthoven : Creyghton. 1974.
- Antonowycz, M. Het Utrechts Byzantijns koor o.l.v. Dr. M. Antonowycz, 1951—1976. Utrecht : Utrechts Byzantijns Koor. 1976.
- Antonowycz, M. Oekraïne en de Byzantijnse ritus. Hoensbroek : KoNeZA. 2000.